# Анже Копитар
Анже Копитар (словен. Anže Kopitar; Јесенице, СФР Југославија, 24. август 1987) је словеначки хокејаш који тренутно игра у Лос Анђелес кингсима. Игра на позицији центра.
Он је први Словенац који је успео да освоји Стенли куп.

## Каријера

### Европа
Копитар је каријеру започео у јуниорском погону словеначког клуба Акрони Јесеница за чији је састав играо. Од 2002. до 2004. играо је сениорску екипу Крањска гора у словеначком првенству. За две сезоне у овом клубу је одиграо 32 меча, постигао 18 гола и имао 15 асистенција.
Као 17-годишњак, 2004. одлази у Шведску где игра за јуниорску екипу Седертеље. На крају сезоне 2004./05. дебитовао је за сениоре у шведском првенству, одигравши 5 меча.
На крају сезоне одлази на драфт, где су га изабрали Лос Анђелес кингси као 11. пика. Недуго затим, уручена му је позивница за долазак у руки камп Кингса, али је одбио њихов позив јер је сматрао да ће већи напредак у игри остварити у професионалној Шведској лиги, него у јуниорском ВХЛ-у.
Наредне сезоне одиграо је добру сезону. На 57. мечева, постигао је 15 гола и имао 16 асистенција за укупно 31 поен.

### Национална хокејашка лига

#### Лос Анђелес кингси
У најјачој хокејашкој лиги на свету дебитовао је 6. октобра 2006. на гостовању код Анахајм дакса. Тиме је постао први Словенац који је заиграо у НХЛ-у. Постигао је 2 гола у поразу Кингса 4:3. Деби пред домаћом публиком у Стејплс центру догодио се следеће вечери у победи 4:1 над Сент Луис блузом, а Копитар је сусрет завршио са 3 асистенције. Своју прву НХЛ сезону завршио је као трећи стрелац у поретку рукија иза Јевгенија Малкина и Паул Штаснија, освојивши 61 поен.
Следеће сезоне изборио је свој први наступ на Ол стар сусрету за екипу Запада. Био је први стрелац Кингса у сезони и надмашио свој претходни учинак освојивши 77 бодова. Такође је проглашен највреднијим играчем кингса.
Он је 11. октобра 2008. потврдио верност клубу потписивањем седмогодишњег уговора вредног 47.600.000. долара.
Свој први хет-трик у НХЛ-у Анже Копитар је остварио 22. октобра 2009. у победи кингса против Далас старса 4:3.
По трећи пут је био најбољи поентер у екипи, па је именован највреднијим играчем краљева у сезони 2009/10.
Копитар је 15. марта 2011, одиграо своју 325 узастопну НХЛ утакмицу и поставио нови рекорд Кингса, надмашујући Марсел Диона. Међутим једанаест дана касније је сломио скочни зглоб, па је сезона за њега била завршена, одигравши до тада 330 меча.
Упркос повреди, наредне сезоне Копитар је предводио свој тим до Стенли купа са 73 поена. Он је тако постао први Словенац који је успео да освоји Стенли куп.

#### Репрезентација
За сениорску репрезентацију Словеније дебитовао је на Светском првенству 2005. у Аустрији и постигао је 1 погодак.
Наступао је и на Светском првенству 2006. у Летонији. Забележио је 3 гола и 6 асистенција, укупно 9 поена на 6 утакмица и био је међу 5 најбоља поентера на првенству.

## Статистика

### Клупска статистика
| 2002/03.   | ХК Крањска Гора    | СЛО        | 11  | 4   | 4   | 8   | 4   | —  | —  | —  | —  | —  |
| 2003/04.   | ХК Крањска Гора    | СЛО        | 21  | 14  | 11  | 25  | 10  | 4  | 1  | 1  | 2  | 0  |
| 2004/05.   | Седертеље          | ШВЕ        | 5   | 0   | 0   | 0   | 0   | 10 | 0  | 0  | 0  | 0  |
| 2005/06.   | Седертеље          | ШВЕ        | 47  | 8   | 12  | 20  | 28  | —  | —  | —  | —  | —  |
| 2006/07.   | Лос Анђелес кингси | НХЛ        | 72  | 20  | 41  | 61  | 24  | —  | —  | —  | —  | —  |
| 2007/08.   | Лос Анђелес кингси | НХЛ        | 82  | 32  | 45  | 77  | 22  | —  | —  | —  | —  | —  |
| 2008/09.   | Лос Анђелес кингси | НХЛ        | 82  | 27  | 39  | 66  | 32  | —  | —  | —  | —  | —  |
| 2009/10.   | Лос Анђелес кингси | НХЛ        | 82  | 34  | 47  | 81  | 16  | 6  | 2  | 3  | 5  | 2  |
| 2010/11.   | Лос Анђелес кингси | NHL        | 75  | 25  | 48  | 73  | 20  | —  | —  | —  | —  | —  |
| 2011/12.   | Лос Анђелес кингси | НХЛ        | 82  | 25  | 51  | 76  | 20  | 20 | 8  | 12 | 20 | 9  |
| НХЛ укупно | НХЛ укупно         | НХЛ укупно | 475 | 163 | 271 | 434 | 134 | 26 | 10 | 15 | 25 | 11 |

### Репрезентативна статистика
| Сезона | Екипа     | Такмичење  |    | ОУ | Г  | A  | П | КМ |
| ------ | --------- | ---------- | -- | -- | -- | -- | - | -- |
| 2005.  | Словенија | СП         | 6  | 1  | 0  | 1  | 2 |    |
| 2006.  | Словенија | СП         | 6  | 3  | 6  | 9  | 2 |    |
| 2007.  | Словенија | СП (Див I) | 5  | 1  | 13 | 14 | 2 |    |
| 2008.  | Словенија | СП         | 5  | 3  | 1  | 4  | 2 |    |
| Укупно | Укупно    | Укупно     | 22 | 8  | 20 | 28 | 8 |    |